# Durango-Durango Emakumeen Saria 2022
La 21e édition de la Durango-Durango Emakumeen Saria a eu lieu le 17 mai 2022. La course fait partie du calendrier international féminin UCI 2022 en catégorie 1.1. Elle est remportée par la Néerlandaise Pauliena Rooijakkers.

## Équipes
| UCI Women's WorldTeams (5)- Canyon-SRAM Racing - EF Education-TIBCO-SVB - FDJ Nouvelle Aquitaine Futuroscope - Movistar Team - SD Worx Équipes féminines continentales (11)- Bepink - Bizkaia-Durango - Ceratizit-WNT Pro Cycling - Colombia Tierra De Atletas-GW-Shimano - Emotional.fr - Tornatech - GSC - Blagnac - Laboral Kutxa-Fundacion Euskadi - Río Miera-Cantabria Deporte - Stade Rochelais Charente-Maritime - Sopela - Top Girls Fassa Bortolo - Valcar-Travel & Service Équipe amateur- Centre mondial du cyclisme Équipe féminine amateur- Catalogne |
| |

## Récit de la course
Une échappée se forme après le premier sprint intermédiaire. Il s'agit de : Sheyla Gutiérrez, Isabel Martin et Naia Amondarain. Cette dernière est distancée. L'avance du duo est de deux minutes quarante au bout de quarante kilomètres. Dans les trente dernier kilomètres, Gutierrez tente de partir seule, mais Martin revient. Derrière, un groupe de leaders se forme. Il reprend le duo. À dix kilomètres de la ligne, Pauliena Rooijakkers part seule et n'est plus reprise. Veronica Ewers est deuxième.

## Classements

### Classement final
| \| Classement général \| Classement général \| Classement général \| Classement général \| Classement général \| \| Coureuse \| Coureuse \| Pays \| Équipe \| Temps \| \| ------------------ \| --------------------- \| ------------------ \| ---------------------------------- \| ------------------ \| \| 1re \| Pauliena Rooijakkers \| Pays-Bas \| Canyon-SRAM Racing \| 2 h 55 min 48 s \| \| 2e \| Veronica Ewers \| États-Unis \| EF Education-TIBCO-SVB \| + 15 s \| \| 3e \| Cecilie Uttrup Ludwig \| Danemark \| FDJ-Nouvelle Aquitaine-Futuroscope \| + 20 s \| \| 4e \| Ashleigh Moolman \| Afrique du Sud \| SD Worx \| + 1 min 20 s \| \| 5e \| Niamh Fisher-Black \| Nouvelle-Zélande \| SD Worx \| + 1 min 20 s \| \| 6e \| Soraya Paladin \| Italie \| Canyon-SRAM Racing \| + 1 min 40 s \| \| 7e \| Elise Chabbey \| Suisse \| Canyon-SRAM Racing \| + 1 min 40 s \| \| 8e \| Neve Bradbury \| Australie \| Canyon-SRAM Racing \| + 1 min 40 s \| \| 9e \| Brodie Chapman \| Australie \| FDJ-Nouvelle Aquitaine-Futuroscope \| + 1 min 40 s \| \| 10e \| Nadine Michaela Gill \| Allemagne \| Sopela Women's Team \| + 1 min 40 s \| |                       |                  |                                    |                 |
| |                       |                  |                                    |                 |
| |                       |                  |                                    |                 |
| Classement général |                       |                  |                                    |                 |
| Coureuse | Coureuse              | Pays             | Équipe                             | Temps           |
| 1re | Pauliena Rooijakkers  | Pays-Bas         | Canyon-SRAM Racing                 | 2 h 55 min 48 s |
| 2e | Veronica Ewers        | États-Unis       | EF Education-TIBCO-SVB             | + 15 s          |
| 3e | Cecilie Uttrup Ludwig | Danemark         | FDJ-Nouvelle Aquitaine-Futuroscope | + 20 s          |
| 4e | Ashleigh Moolman      | Afrique du Sud   | SD Worx                            | + 1 min 20 s    |
| 5e | Niamh Fisher-Black    | Nouvelle-Zélande | SD Worx                            | + 1 min 20 s    |
| 6e | Soraya Paladin        | Italie           | Canyon-SRAM Racing                 | + 1 min 40 s    |
| 7e | Elise Chabbey         | Suisse           | Canyon-SRAM Racing                 | + 1 min 40 s    |
| 8e | Neve Bradbury         | Australie        | Canyon-SRAM Racing                 | + 1 min 40 s    |
| 9e | Brodie Chapman        | Australie        | FDJ-Nouvelle Aquitaine-Futuroscope | + 1 min 40 s    |
| 10e | Nadine Michaela Gill  | Allemagne        | Sopela Women's Team                | + 1 min 40 s    |

### Points UCI
| Position           | 1er | 2e | 3e | 4e | 5e | 6e | 7e | 8e | 9e | 10e | 11e | 12e | 13e à 15e | 16e à 25e |
| Classement général | 125 | 85 | 70 | 60 | 50 | 40 | 35 | 30 | 25 | 20  | 15  | 10  | 5         | 3         |

## Liste des participantes
| SD Worx SDW | SD Worx SDW              | SD Worx SDW |
| ----------- | ------------------------ | ----------- |
| Num         | Coureuse                 | Pos         |
| 1           | Ashleigh Moolman (RSA)   | 4e          |
| 2           | Demi Vollering (NED)     | AB          |
| 3           | Niamh Fisher-Black (NZL) | 5e          |
| 4           | Anna Shackley (GBR)      | 11e         |
| 5           | Roxane Fournier (FRA)    | 52e         |

| Movistar Team MOV | Movistar Team MOV      | Movistar Team MOV |
| ----------------- | ---------------------- | ----------------- |
| Num               | Coureuse               | Pos               |
| 11                | Aude Biannic (FRA)     | 21e               |
| 12                | Alicia González (ESP)  | 40e               |
| 13                | Sheyla Gutiérrez (ESP) | 38e               |
| 14                | Lourdes Oyarbide (ESP) | 33e               |
| 15                | Gloria Rodríguez (ESP) | 50e               |

| FDJ-Nouvelle Aquitaine-Futuroscope FSF | FDJ-Nouvelle Aquitaine-Futuroscope FSF | FDJ-Nouvelle Aquitaine-Futuroscope FSF |
| -------------------------------------- | -------------------------------------- | -------------------------------------- |
| Num                                    | Coureuse                               | Pos                                    |
| 21                                     | Cecilie Uttrup Ludwig (DEN)            | 3e                                     |
| 22                                     | Stine Borgli (NOR)                     | 54e                                    |
| 23                                     | Grace Brown (AUS)                      | 35e                                    |
| 24                                     | Brodie Chapman (AUS)                   | 9e                                     |
| 25                                     | Eugénie Duval (FRA)                    | 53e                                    |
| 26                                     | Victorie Guilman (FRA)                 | 15e                                    |

| EF Education-TIBCO-SVB TIB | EF Education-TIBCO-SVB TIB    | EF Education-TIBCO-SVB TIB |
| -------------------------- | ----------------------------- | -------------------------- |
| Num                        | Coureuse                      | Pos                        |
| 41                         | Veronica Ewers (USA)          | 2e                         |
| 42                         | Kathrin Hammes (GER)          | 23e                        |
| 43                         | Letizia Borghesi (ITA)        | 22e                        |
| 44                         | Kristabel Doebel-Hickok (USA) | 17e                        |
| 45                         | Abi Smith (GBR)               | AB                         |
| 46                         | Magdeleine Vallieres (CAN)    | 43e                        |

| Canyon-SRAM Racing CSR | Canyon-SRAM Racing CSR     | Canyon-SRAM Racing CSR |
| ---------------------- | -------------------------- | ---------------------- |
| Num                    | Coureuse                   | Pos                    |
| 51                     | Neve Bradbury (AUS)        | 8e                     |
| 52                     | Soraya Paladin (ITA)       | 6e                     |
| 53                     | Pauliena Rooijakkers (NED) | 1re                    |
| 54                     | Elise Chabbey (SUI)        | 7e                     |
| 55                     | Mikayla Harvey (NZL)       | 42e                    |
| 56                     | Katarzyna Niewiadoma (POL) | 12e                    |

| Valcar-Travel & Service VAL | Valcar-Travel & Service VAL | Valcar-Travel & Service VAL |
| --------------------------- | --------------------------- | --------------------------- |
| Num                         | Coureuse                    | Pos                         |
| 61                          | Elizabeth Stannard (AUS)    | 25e                         |
| 62                          | Anastasia Carbonari (LAT)   | 28e                         |
| 63                          | Elena Pirrone (ITA)         | 49e                         |
| 64                          | Margaux Vigié (FRA)         | 44e                         |
| 65                          | Federica Piergiovanni (ITA) | 31e                         |
| 66                          | Olivia Baril (CAN)          | 13e                         |

| Bepink BPK | Bepink BPK                      | Bepink BPK |
| ---------- | ------------------------------- | ---------- |
| Num        | Coureuse                        | Pos        |
| 71         | Elisabet Escursell Valero (ESP) | AB         |
| 72         | Nadia Quagliotto (ITA)          | 14e        |
| 73         | Prisca Savi (ITA)               | 55e        |
| 74         | Valentina Basilico (ITA)        | 56e        |
| 75         | Matilde Vitillo (ITA)           | 27e        |
| 76         | Michaela Drummond (NZL)         | 41e        |

| Emotional.FR-Tornatech-GSC Blagnac VS 31 MTG | Emotional.FR-Tornatech-GSC Blagnac VS 31 MTG | Emotional.FR-Tornatech-GSC Blagnac VS 31 MTG |
| -------------------------------------------- | -------------------------------------------- | -------------------------------------------- |
| Num                                          | Coureuse                                     | Pos                                          |
| 81                                           | Laury Milette (CAN)                          | 68e                                          |
| 82                                           | Adèle Normand (CAN)                          | 36e                                          |
| 84                                           | Josephine Peloquin (CAN)                     | AB                                           |
| 85                                           | Andrea Martinez (MEX)                        | 67e                                          |
| 86                                           | Lucie Liboreau (FRA)                         | 45e                                          |

| Top Girls Fassa Bortolo TOP | Top Girls Fassa Bortolo TOP | Top Girls Fassa Bortolo TOP |
| --------------------------- | --------------------------- | --------------------------- |
| Num                         | Coureuse                    | Pos                         |
| 91                          | Giorgia Bariani (ITA)       | 72e                         |
| 92                          | Tatiana Guderzo (ITA)       | 63e                         |
| 93                          | Greta Marturano (ITA)       | 18e                         |
| 94                          | Iris Monticolo (ITA)        | 61e                         |
| 95                          | Cristina Tonetti (ITA)      | 62e                         |
| 96                          | Alessia Vigilia (ITA)       | 30e                         |

| Ceratizit-WNT Pro Cycling WNT | Ceratizit-WNT Pro Cycling WNT | Ceratizit-WNT Pro Cycling WNT |
| ----------------------------- | ----------------------------- | ----------------------------- |
| Num                           | Coureuse                      | Pos                           |
| 101                           | Sandra Alonso (ESP)           | AB                            |
| 102                           | Laura Asencio (FRA)           | 26e                           |
| 103                           | Lana Eberle (GER)             | 69e                           |
| 104                           | Hanna Nilsson (SWE)           | 34e                           |
| 106                           | Lara Vieceli (ITA)            | AB                            |

| Stade Rochelais Charente-Maritime CMW | Stade Rochelais Charente-Maritime CMW    | Stade Rochelais Charente-Maritime CMW |
| ------------------------------------- | ---------------------------------------- | ------------------------------------- |
| Num                                   | Coureuse                                 | Pos                                   |
| 111                                   | Frances Janse van Rensburg (RSA) (route) | 47e                                   |
| 112                                   | India Grangier (FRA)                     | 29e                                   |
| 113                                   | Séverine Eraud (FRA)                     | AB                                    |
| 114                                   | Noémie Abgrall (FRA)                     | AB                                    |

| Bizkaia-Durango BDP | Bizkaia-Durango BDP          | Bizkaia-Durango BDP |
| ------------------- | ---------------------------- | ------------------- |
| Num                 | Coureuse                     | Pos                 |
| 121                 | Eukene Larrarte (ESP)        | 51e                 |
| 122                 | Lucía González (ESP)         | AB                  |
| 125                 | Aileen Schweikart (GER)      | 19e                 |
| 126                 | Irene Mendez Melgarejo (ESP) | 24e                 |

| Laboral Kutxa-Fundación Euskadi LKF | Laboral Kutxa-Fundación Euskadi LKF | Laboral Kutxa-Fundación Euskadi LKF |
| ----------------------------------- | ----------------------------------- | ----------------------------------- |
| Num                                 | Coureuse                            | Pos                                 |
| 131                                 | Sandra Gutierrez (ESP)              | 64e                                 |
| 132                                 | Yurani Blanco (ESP)                 | 16e                                 |
| 133                                 | Ariana Gilabert (ESP)               | 39e                                 |
| 134                                 | Amaia Lartitegi (ESP)               | 73e                                 |
| 135                                 | Olatz Gabilondo (ESP)               | AB                                  |
| 136                                 | Irantzu Beloki (ESP)                | 71e                                 |

| Sopela Women's Team SWT | Sopela Women's Team SWT        | Sopela Women's Team SWT |
| ----------------------- | ------------------------------ | ----------------------- |
| Num                     | Coureuse                       | Pos                     |
| 141                     | Cristina Barrajon (ESP)        | 58e                     |
| 142                     | Nadine Michaela Gill (GER)     | 10e                     |
| 144                     | Maria Banlles Santamaria (ESP) | 60e                     |
| 145                     | Isabel Ferreres Navarro (ESP)  | AB                      |
| 146                     | Naia Amondarain Gazañaga (ESP) | AB                      |

| Centre mondial du cyclisme WCC | Centre mondial du cyclisme WCC | Centre mondial du cyclisme WCC |
| ------------------------------ | ------------------------------ | ------------------------------ |
| Num                            | Coureuse                       | Pos                            |
| 151                            | Selam Ahama Gerefiel (ETH)     | 46e                            |
| 152                            | Natalia Franco (COL)           | 20e                            |
| 153                            | Madelaine Le Roux (RSA)        | AB                             |
| 154                            | Veronika Jandová (CZE)         | AB                             |
| 155                            | Elina Tasane (EST)             | AB                             |
| 156                            | Dziyana Lebedz (BLR)           | AB                             |

| Río Miera-Cantabria Deporte RMC | Río Miera-Cantabria Deporte RMC | Río Miera-Cantabria Deporte RMC |
| ------------------------------- | ------------------------------- | ------------------------------- |
| Num                             | Coureuse                        | Pos                             |
| 161                             | Laura Tenorio (ESP)             | 70e                             |
| 162                             | Susana Perez (ESP)              | 48e                             |
| 163                             | Alba Leonardo (ESP)             | AB                              |
| 164                             | Isabel Martin (ESP)             | 74e                             |
| 165                             | Beatriz Roxo (POR)              | 66e                             |
| 166                             | Andrea Perez (ESP)              | AB                              |

| Colombia Tierra de Atletas CTF | Colombia Tierra de Atletas CTF | Colombia Tierra de Atletas CTF |
| ------------------------------ | ------------------------------ | ------------------------------ |
| Num                            | Coureuse                       | Pos                            |
| 181                            | Paula Carrasco (COL)           | AB                             |
| 182                            | Liseth Carrero (COL)           | 65e                            |
| 183                            | Cristina Sanabria (COL)        | AB                             |
| 184                            | Estefanía Herrera (COL)        | 57e                            |
| 185                            | Jennifer Ducuara (COL)         | 37e                            |
| 186                            | Jessenia Meneses (COL)         | 32e                            |

| Espagne ESP | Espagne ESP       | Espagne ESP |
| ----------- | ----------------- | ----------- |
| Num         | Coureuse          | Pos         |
| 191         | Raquel Torrell    | AB          |
| 192         | Laura Marti       | AB          |
| 193         | Emma Ortiz        | 59e         |
| 194         | Ingrid Ruiz       | AB          |
| 196         | Andrea Soldevilla | AB          |

| SD Worx SDW | SD Worx SDW              | SD Worx SDW |
| ----------- | ------------------------ | ----------- |
| Num         | Coureuse                 | Pos         |
| 1           | Ashleigh Moolman (RSA)   | 4e          |
| 2           | Demi Vollering (NED)     | AB          |
| 3           | Niamh Fisher-Black (NZL) | 5e          |
| 4           | Anna Shackley (GBR)      | 11e         |
| 5           | Roxane Fournier (FRA)    | 52e         |

| Movistar Team MOV | Movistar Team MOV      | Movistar Team MOV |
| ----------------- | ---------------------- | ----------------- |
| Num               | Coureuse               | Pos               |
| 11                | Aude Biannic (FRA)     | 21e               |
| 12                | Alicia González (ESP)  | 40e               |
| 13                | Sheyla Gutiérrez (ESP) | 38e               |
| 14                | Lourdes Oyarbide (ESP) | 33e               |
| 15                | Gloria Rodríguez (ESP) | 50e               |

| FDJ-Nouvelle Aquitaine-Futuroscope FSF | FDJ-Nouvelle Aquitaine-Futuroscope FSF | FDJ-Nouvelle Aquitaine-Futuroscope FSF |
| -------------------------------------- | -------------------------------------- | -------------------------------------- |
| Num                                    | Coureuse                               | Pos                                    |
| 21                                     | Cecilie Uttrup Ludwig (DEN)            | 3e                                     |
| 22                                     | Stine Borgli (NOR)                     | 54e                                    |
| 23                                     | Grace Brown (AUS)                      | 35e                                    |
| 24                                     | Brodie Chapman (AUS)                   | 9e                                     |
| 25                                     | Eugénie Duval (FRA)                    | 53e                                    |
| 26                                     | Victorie Guilman (FRA)                 | 15e                                    |

| EF Education-TIBCO-SVB TIB | EF Education-TIBCO-SVB TIB    | EF Education-TIBCO-SVB TIB |
| -------------------------- | ----------------------------- | -------------------------- |
| Num                        | Coureuse                      | Pos                        |
| 41                         | Veronica Ewers (USA)          | 2e                         |
| 42                         | Kathrin Hammes (GER)          | 23e                        |
| 43                         | Letizia Borghesi (ITA)        | 22e                        |
| 44                         | Kristabel Doebel-Hickok (USA) | 17e                        |
| 45                         | Abi Smith (GBR)               | AB                         |
| 46                         | Magdeleine Vallieres (CAN)    | 43e                        |

| Canyon-SRAM Racing CSR | Canyon-SRAM Racing CSR     | Canyon-SRAM Racing CSR |
| ---------------------- | -------------------------- | ---------------------- |
| Num                    | Coureuse                   | Pos                    |
| 51                     | Neve Bradbury (AUS)        | 8e                     |
| 52                     | Soraya Paladin (ITA)       | 6e                     |
| 53                     | Pauliena Rooijakkers (NED) | 1re                    |
| 54                     | Elise Chabbey (SUI)        | 7e                     |
| 55                     | Mikayla Harvey (NZL)       | 42e                    |
| 56                     | Katarzyna Niewiadoma (POL) | 12e                    |

| Valcar-Travel & Service VAL | Valcar-Travel & Service VAL | Valcar-Travel & Service VAL |
| --------------------------- | --------------------------- | --------------------------- |
| Num                         | Coureuse                    | Pos                         |
| 61                          | Elizabeth Stannard (AUS)    | 25e                         |
| 62                          | Anastasia Carbonari (LAT)   | 28e                         |
| 63                          | Elena Pirrone (ITA)         | 49e                         |
| 64                          | Margaux Vigié (FRA)         | 44e                         |
| 65                          | Federica Piergiovanni (ITA) | 31e                         |
| 66                          | Olivia Baril (CAN)          | 13e                         |

| Bepink BPK | Bepink BPK                      | Bepink BPK |
| ---------- | ------------------------------- | ---------- |
| Num        | Coureuse                        | Pos        |
| 71         | Elisabet Escursell Valero (ESP) | AB         |
| 72         | Nadia Quagliotto (ITA)          | 14e        |
| 73         | Prisca Savi (ITA)               | 55e        |
| 74         | Valentina Basilico (ITA)        | 56e        |
| 75         | Matilde Vitillo (ITA)           | 27e        |
| 76         | Michaela Drummond (NZL)         | 41e        |

| Emotional.FR-Tornatech-GSC Blagnac VS 31 MTG | Emotional.FR-Tornatech-GSC Blagnac VS 31 MTG | Emotional.FR-Tornatech-GSC Blagnac VS 31 MTG |
| -------------------------------------------- | -------------------------------------------- | -------------------------------------------- |
| Num                                          | Coureuse                                     | Pos                                          |
| 81                                           | Laury Milette (CAN)                          | 68e                                          |
| 82                                           | Adèle Normand (CAN)                          | 36e                                          |
| 84                                           | Josephine Peloquin (CAN)                     | AB                                           |
| 85                                           | Andrea Martinez (MEX)                        | 67e                                          |
| 86                                           | Lucie Liboreau (FRA)                         | 45e                                          |

| Top Girls Fassa Bortolo TOP | Top Girls Fassa Bortolo TOP | Top Girls Fassa Bortolo TOP |
| --------------------------- | --------------------------- | --------------------------- |
| Num                         | Coureuse                    | Pos                         |
| 91                          | Giorgia Bariani (ITA)       | 72e                         |
| 92                          | Tatiana Guderzo (ITA)       | 63e                         |
| 93                          | Greta Marturano (ITA)       | 18e                         |
| 94                          | Iris Monticolo (ITA)        | 61e                         |
| 95                          | Cristina Tonetti (ITA)      | 62e                         |
| 96                          | Alessia Vigilia (ITA)       | 30e                         |

| Ceratizit-WNT Pro Cycling WNT | Ceratizit-WNT Pro Cycling WNT | Ceratizit-WNT Pro Cycling WNT |
| ----------------------------- | ----------------------------- | ----------------------------- |
| Num                           | Coureuse                      | Pos                           |
| 101                           | Sandra Alonso (ESP)           | AB                            |
| 102                           | Laura Asencio (FRA)           | 26e                           |
| 103                           | Lana Eberle (GER)             | 69e                           |
| 104                           | Hanna Nilsson (SWE)           | 34e                           |
| 106                           | Lara Vieceli (ITA)            | AB                            |

| Stade Rochelais Charente-Maritime CMW | Stade Rochelais Charente-Maritime CMW    | Stade Rochelais Charente-Maritime CMW |
| ------------------------------------- | ---------------------------------------- | ------------------------------------- |
| Num                                   | Coureuse                                 | Pos                                   |
| 111                                   | Frances Janse van Rensburg (RSA) (route) | 47e                                   |
| 112                                   | India Grangier (FRA)                     | 29e                                   |
| 113                                   | Séverine Eraud (FRA)                     | AB                                    |
| 114                                   | Noémie Abgrall (FRA)                     | AB                                    |

| Bizkaia-Durango BDP | Bizkaia-Durango BDP          | Bizkaia-Durango BDP |
| ------------------- | ---------------------------- | ------------------- |
| Num                 | Coureuse                     | Pos                 |
| 121                 | Eukene Larrarte (ESP)        | 51e                 |
| 122                 | Lucía González (ESP)         | AB                  |
| 125                 | Aileen Schweikart (GER)      | 19e                 |
| 126                 | Irene Mendez Melgarejo (ESP) | 24e                 |

| Laboral Kutxa-Fundación Euskadi LKF | Laboral Kutxa-Fundación Euskadi LKF | Laboral Kutxa-Fundación Euskadi LKF |
| ----------------------------------- | ----------------------------------- | ----------------------------------- |
| Num                                 | Coureuse                            | Pos                                 |
| 131                                 | Sandra Gutierrez (ESP)              | 64e                                 |
| 132                                 | Yurani Blanco (ESP)                 | 16e                                 |
| 133                                 | Ariana Gilabert (ESP)               | 39e                                 |
| 134                                 | Amaia Lartitegi (ESP)               | 73e                                 |
| 135                                 | Olatz Gabilondo (ESP)               | AB                                  |
| 136                                 | Irantzu Beloki (ESP)                | 71e                                 |

| Sopela Women's Team SWT | Sopela Women's Team SWT        | Sopela Women's Team SWT |
| ----------------------- | ------------------------------ | ----------------------- |
| Num                     | Coureuse                       | Pos                     |
| 141                     | Cristina Barrajon (ESP)        | 58e                     |
| 142                     | Nadine Michaela Gill (GER)     | 10e                     |
| 144                     | Maria Banlles Santamaria (ESP) | 60e                     |
| 145                     | Isabel Ferreres Navarro (ESP)  | AB                      |
| 146                     | Naia Amondarain Gazañaga (ESP) | AB                      |

| Centre mondial du cyclisme WCC | Centre mondial du cyclisme WCC | Centre mondial du cyclisme WCC |
| ------------------------------ | ------------------------------ | ------------------------------ |
| Num                            | Coureuse                       | Pos                            |
| 151                            | Selam Ahama Gerefiel (ETH)     | 46e                            |
| 152                            | Natalia Franco (COL)           | 20e                            |
| 153                            | Madelaine Le Roux (RSA)        | AB                             |
| 154                            | Veronika Jandová (CZE)         | AB                             |
| 155                            | Elina Tasane (EST)             | AB                             |
| 156                            | Dziyana Lebedz (BLR)           | AB                             |

| Río Miera-Cantabria Deporte RMC | Río Miera-Cantabria Deporte RMC | Río Miera-Cantabria Deporte RMC |
| ------------------------------- | ------------------------------- | ------------------------------- |
| Num                             | Coureuse                        | Pos                             |
| 161                             | Laura Tenorio (ESP)             | 70e                             |
| 162                             | Susana Perez (ESP)              | 48e                             |
| 163                             | Alba Leonardo (ESP)             | AB                              |
| 164                             | Isabel Martin (ESP)             | 74e                             |
| 165                             | Beatriz Roxo (POR)              | 66e                             |
| 166                             | Andrea Perez (ESP)              | AB                              |

| Colombia Tierra de Atletas CTF | Colombia Tierra de Atletas CTF | Colombia Tierra de Atletas CTF |
| ------------------------------ | ------------------------------ | ------------------------------ |
| Num                            | Coureuse                       | Pos                            |
| 181                            | Paula Carrasco (COL)           | AB                             |
| 182                            | Liseth Carrero (COL)           | 65e                            |
| 183                            | Cristina Sanabria (COL)        | AB                             |
| 184                            | Estefanía Herrera (COL)        | 57e                            |
| 185                            | Jennifer Ducuara (COL)         | 37e                            |
| 186                            | Jessenia Meneses (COL)         | 32e                            |

| Espagne ESP | Espagne ESP       | Espagne ESP |
| ----------- | ----------------- | ----------- |
| Num         | Coureuse          | Pos         |
| 191         | Raquel Torrell    | AB          |
| 192         | Laura Marti       | AB          |
| 193         | Emma Ortiz        | 59e         |
| 194         | Ingrid Ruiz       | AB          |
| 196         | Andrea Soldevilla | AB          |